# Parola di ladro
Pour plus de détails, voir Fiche technique et Distribution.
Parola di ladro est un film italien réalisé conjointement par Nanni Loy et Gianni Puccini et sorti en 1957.

## Synopsis
Desiderio est un gentleman cambrioleur, orfèvre en matière de joaillerie. Ce qui lui permet, au passage de briguer une fonction à la tête d'une bijouterie de luxe, celle de Gabriele Bertinori. Il prépare au mieux un cambriolage, aidé par une danseuse, parfaite dans son rôle de séductrice du propriétaire du magasin...

## Fiche technique
- Titre original : Parola di ladro (littéralement : Parole de voleur)
- Réalisation et scénario : Nanni Loy, Gianni Puccini
- Collaboration au scénario : Bruno Baratti
- Photographie : Roberto Gerardi
- Montage : Giuseppe Varriale
- Musique : Mario Nascimbene
- Décors : Carlo Egidi (it)
- Production : Alberto Panchetti, Panal Films
- Pays d'origine :  Italie
- Genre : Comédie
- Type : Noir et blanc
- Durée : 90 minutes
- Date de sortie :
  - Italie : 9 mars 1957

## Distribution
- Gabriele Ferzetti : Desiderio
- Abbe Lane : Adelaïde, l'amie de Desiderio
- Andrea Checchi : Bertinori
- Memmo Carotenuto : un voleur
- Nando Bruno : le veilleur de nuit
- Nadia Gray : Ursula

## Autour du film
« Film à petit budget, Parola di ladro reconstitue avec goût la Rome de 1921 et évoque ses cafés chantants, la vogue des vedettes et les premiers symptômes du fascisme. [...] La plantureuse Abbe Lane [...] pimente une intrigue qui s'inspire des films policiers anglo-américains. [...] D'autres critiques y ont vu une parenté avec les comédies romantico-policières de René Clair ou Jacques Becker ».